# 新普韋布洛區 (費雷尼亞費省)
6°38′25″S 79°47′48″W / 6.6404°S 79.7968°W
新普韋布洛區（西班牙語：Distrito de Pueblo Nuevo），是秘魯的一個區，位於該國西北部蘭巴耶克大區的費雷尼亞費省，面積28.9平方公里，海拔高度57米，2005年人口12,449，人口密度每平方公里430人。